# کوچه میداک
کوچه میداک (به انگلیسی: Midaq Alley) فیلمی محصول سال ۱۹۹۵ و به کارگردانی خورگه فونس است. در این فیلم بازیگرانی همچون ارنستو گومز کروز، ماریا روخو، سلما هایک، برونو بیچیر، دلیا کاسانووا، مارگاریتا سانز و کلودیو برگون ایفای نقش کرده‌اند.